# Alexithymie
Alexithymie (von gr. α- (a-) ohne, λέξις (lexis) sprechen, lesen und θυµóς (thymos) Leidenschaft, Gefühl, Emotion), auch Gefühlsblindheit, bezeichnet Einschränkungen bei der Fähigkeit, Emotionen wahrzunehmen, zu erkennen und zu beschreiben. Emotionen sind bei Betroffenen prinzipiell vorhanden, werden jedoch als rein körperliche Symptome interpretiert. Der Schweregrad kann von nur leichten Schwierigkeiten beim Erkennen bestimmter Emotionen bis hin zu vollkommener „Gefühlsblindheit“ reichen.
Alexithymie tritt gehäuft im Zusammenhang mit verschiedenen psychischen und physischen Erkrankungen bzw. Störungen auf, besonders häufig bei Depressionen und Autismus. Sie kann jedoch auch gesunde, normal entwickelte Menschen betreffen. Alexithymie wird gegenwärtig nicht als eigenständige Störung klassifiziert und ist dementsprechend in den aktuellen medizinischen Klassifikationssystemen ICD-10, ICD-11 und DSM-5 nicht verzeichnet.

## Ätiologie und Einteilung
Die neurobiologischen Ursachen der Alexithymie sind bislang nicht abschließend geklärt. Das Störungsbild kann jedoch sowohl angeboren als auch erworben sein. Als Grund für die nachträgliche Entstehung von Alexithymie werden insbesondere psychische Traumata angenommen. Erworbene Gefühlsblindheit ist somit als eine Art psychischer Schutzmechanismus vor zu intensiven Emotionen zu verstehen. Dabei lassen sich zwei Typen von psychisch bedingter Alexithymie unterscheiden:
1. Primäre Alexithymie ist angeboren oder entwickelt sich in der Kindheit, oft infolge von Kindheitstraumata. Sie besteht lebenslang und gilt als Risikofaktor für psychische Folgeerkrankungen.
2. Sekundäre Alexithymie entsteht im Erwachsenenalter durch starke Belastungssituationen infolge psychischer oder physischer Erkrankungen. Sie kann mit Abklingen der Grunderkrankung ebenfalls wieder verschwinden.

Darüber hinaus lässt sich als dritter Typ die Organische Alexithymie abgrenzen, die durch Schädel-Hirn-Traumata oder andere erworbene Hirnschäden verursacht wird.

## Symptomatik
Das zentrale Merkmal der Alexithymie sind Schwierigkeiten bis hin zur vollkommenen Unfähigkeit, eigene Emotionen wahrzunehmen, zu erkennen und zu beschreiben. Diese werden stattdessen als rein körperliche Symptome interpretiert. So würde beispielsweise eine Reaktion mit Herzklopfen, Zittern, Schwitzen und Übelkeit nicht als Ausdruck von Angst verstanden, sondern als Anzeichen einer körperlichen Erkrankung. Betroffene sind dementsprechend nicht dazu in der Lage, eigene emotionale Zustände auf Anhieb oder überhaupt in Worte zu fassen und haben Schwierigkeiten, Emotionen von tatsächlich körperlichen Symptomen zu unterscheiden. Sie können zwar rational begreifen, was mit den Bezeichnungen verschiedener Emotionen gemeint ist, verbinden damit jedoch keine eigenen inneren Zustände.
Auch das instinktive Erkennen und Beschreiben negativer Emotionen bei anderen Menschen ist bei Alexithymie beeinträchtigt. Betroffene sind also nicht oder nur bedingt dazu in der Lage, anhand des Gesichtsausdrucks oder Tonfalls einer Person, Gefühlszustände wie Wut, Angst oder Traurigkeit automatisiert zu erfassen. Dies kann dazu führen, dass sie in sozialen Situationen unabsichtlich falsch oder unangemessen reagieren, was dann von Mitmenschen z. B. als emotionale Kälte oder Boshaftigkeit missverstanden wird. Das Erkennen und Beschreiben positiver Emotionen, wie Freude oder Überraschung, ist nach gegenwärtigem Stand der Forschung nicht beeinträchtigt.
Als charakteristisch für Alexithymie gilt zudem ein rationaler, an äußeren Ereignissen orientierter Denkstil (engl. externally oriented thinking). Betroffene reflektieren kaum über ihr eigenes Seelenleben und fokussieren sich stattdessen auf Ereignisse und Details in ihrer Umwelt. Persönliche Einstellungen, Gefühle, Wünsche oder Beweggründe beziehen sie in ihre Überlegungen kaum mit ein. Ebenfalls häufig, aber nicht immer, wird ein auffallender Mangel an Fantasie als Bestandteil von Alexithymie genannt. So fallen Betroffene mitunter durch nur gering ausgeprägte oder völlig fehlende Vorstellungskraft sowie durch reduziertes oder nicht vorhandenes Tag- und Nachtträumen auf.

## Folgen
Primäre Alexithymie gilt als Risikofaktor für die Entstehung psychischer Folgeerkrankungen, wie Depressionen oder Angststörungen. Zugleich sind psychische Erkrankungen bei alexithymen Patienten deutlich schwerer zu behandeln, da sie oft schlechter auf Psychotherapien ansprechen. Auch besteht bei Alexithymie eine stärkere Neigung zu Selbstverletzungen und Suizidalität.

## Diagnostik
Das Vorhandensein bzw. der Schweregrad einer Alexithymie kann mittels verschiedener Tests zur Selbst- oder Fremdbeurteilung ermittelt werden, z. B.:
- Toronto Alexithymia Scale (TAS-20)
- Toronto Structured Interview for Alexithymia (TSIA)[13]
- Bermond-Vorst Alexithymia Questionnaire (BVAQ)[14]
- Observer Alexithymia Scale (OAS)[15]
- Perth Alexithymia Questionnaire (PAQ)[16]
- Levels of Emotional Awareness Scale (LEAS)[17]
- Amsterdam Alexithymia Scale (AAS)[18]

Das mit Abstand am weitesten verbreitete Testverfahren ist die TAS-20. Auch den anderen wird überwiegend eine gute Validität attestiert, da sie jedoch zum Teil unterschiedliche Aspekte berücksichtigen, können die Ergebnisse abweichen. Insbesondere die Verfahren zur Selbstbeurteilung werden mitunter kritisiert, da die Fähigkeit zur Selbstbeobachtung bei alexithymen Menschen eingeschränkt sein könne.
Da Alexithymie nicht als eigenständiges Krankheitsbild in den geltenden Diagnosekatalogen ICD-10, ICD-11 und DSM-5 verzeichnet ist, kann keine formal gültige Diagnose vergeben werden.

## Häufigkeit und Komorbiditäten
Für die Allgemeinbevölkerung wird eine Prävalenz von etwa 10 % angenommen, wobei Männer etwas häufiger betroffen sind als Frauen. Verstärkt ist Alexithymie im Zusammenhang mit diversen psychischen und physischen Erkrankungen oder Störungen zu beobachten. Dabei ist häufig nur schwer zu unterscheiden, ob es sich bei der Gefühlsblindheit jeweils um die Ursache, eine Folge oder um ein unabhängiges Begleitsymptom handelt und inwiefern sich verschiedene Komorbiditäten gegenseitig beeinflussen. Für die meisten bekannten Komorbiditäten liegen bislang keine ausreichenden Daten für eine belastbare Einschätzung der relativen Häufigkeit vor. Beschrieben wurden statistisch signifikante Korrelationen u. a. für Depressionen, Burnout, die Borderline-Persönlichkeitsstörung, chronische Schmerzen, Substanzmissbrauch, bestimmte Angststörungen, Posttraumatische Belastungsstörungen, Essstörungen, Krebserkrankungen, Bluthochdruck, Psoriasis, chronisch-entzündliche Darmerkrankungen, Typ-2-Diabetes und das Reizdarmsyndrom.
Besonders verbreitet ist Alexithymie bei Autismus. Eine Metaanalyse ergab für diese Bevölkerungsgruppe eine Prävalenz von etwa 50 % im Vergleich zu knapp 5 % in der untersuchten nicht-autistischen Population. Dies ist insofern von Bedeutung, als Schwierigkeiten beim Erkennen und Beschreiben von Emotionen traditionell als ein Symptom von Autismus gelten. Neuere Forschungsergebnisse weisen jedoch darauf hin, dass dies möglicherweise nicht unmittelbar durch den Autismus selbst bedingt ist, sondern durch die hohen Raten komorbider Alexithymie.

## Forschungsgeschichte
Das Konzept sowie der Begriff der Alexithymie wurden 1973 von den US-amerikanischen Psychiatern John Case Nemiah (1918–2009) und Peter Emanuel Sifneos (1920–2008) eingeführt. Damit bezeichneten sie die Unfähigkeit ihrer Patienten mit somatisierten Beschwerden, ihre eigenen Gefühle adäquat wahrzunehmen und sie mit Worten zu beschreiben. Im Interview zeigten sich die Betroffenen als fantasiearm, besaßen einen nach außen gerichteten Denkstil und hielten ihre Beschwerden für rein körperlich. Insbesondere der Aspekt der Fantasiearmut war jedoch schon früh umstritten, da weitere Forschungsarbeiten u. a. aufgrund der unklaren Definition von Fantasiearmut sehr uneinheitliche Ergebnisse hervorbrachten. Darüber, ob ein Mangel an Vorstellungskraft ein Kernsymptom von Alexithymie ist, besteht daher bis heute kein fachlicher Konsens. So wurde der Aspekt in der Neufassung der Toronto Alexithymia Scale gestrichen, aber in das später von denselben Autoren entwickelte Toronto Structured Interview for Alexithymia wieder aufgenommen.